# One Day in Your Life (album)
A One Day In Your Life című nagylemez Michael Jackson amerikai énekes válogatásalbuma, amely az 1973 és 1975 között készült felvételeit tartalmazza (az énekes 15-17 éves korában készült számokat). Az album a Motown Records kiadásában jelent meg 1981. márciusában, világszerte 1,6 millió példányt adtak el belőle. A dalok nagy része az énekes negyedik stúdióalbumáról, a Forever, Michaelről származik. A többi dal a The Jackson 5 korábbi albumairól származik, így lett teljes a lemez anyaga.
A címadó dal világszerte sikeres lett, főleg az Egyesült Királyságban.

## Dalok listája
| #   | Cím                              | Szerzők                                         | Hossz |
| --- | -------------------------------- | ----------------------------------------------- | ----- |
| 1.  | One Day In Your Life             | Renee Armand, Sam Brown                         | 4:15  |
| 2.  | Don't Say Goodbye Again          | Pam Sawyer, Leon Ware                           | 3:27  |
| 3.  | You're My Best Friend, My Love   | Sam Brown, Christine Yarian                     | 3:25  |
| 4.  | Take Me Back                     | Eddie Holland, Brian Holland                    | 3:24  |
| 5.  | We've Got Forever                | David M., Elliot Willensky                      | 3:12  |
| 6.  | It's Too Late to Change the Time | Pam Sawyer, Leon Ware                           | 3:57  |
| 7.  | You Are There                    | Sam Brown, Rand Meitzenheimer, Christine Yarian | 3:22  |
| 8.  | Dear Michael                     | Hal Davis, Elliot Willensky                     | 2:36  |
| 9.  | I'll Come Home to You            | Freddie Perren, Christine Yarian                | 3:02  |
| 10. | Make Tonight All Mine            | Freddie Perren, Christine Yarian                | 3:18  |

## Kislemezek
| Megjelenés dátuma | Kislemez címe                     | Kislemez címe                     | Kislemez címe                     | Kislemez címe                     | Kislemez címe                     | Kislemez címe                     | Kislemez címe                     | Kislemez címe                     | Kislemez címe                     | Kislemez címe                     | Kislemez címe                     | Kislemez címe                     | Kislemez címe                     | Kislemez címe                     | Kislemez címe                     | Kislemez címe                     | Kislemez címe                     | Kislemez címe                     | Kislemez címe                     | Kislemez címe                     | Kislemez címe                     | Kislemez címe                     | Kislemez címe                     | Kislemez címe                     | Kislemez címe                     | Kislemez címe                     | Kislemez címe                     | Kislemez címe                     | Kislemez címe                     | Kislemez címe                     | Kislemez címe                     | Kislemez címe                     | Kislemez címe                     | Kislemez címe                     | Kislemez címe                     | Kislemez címe                     | Kislemez címe                     | Kislemez címe                     | Kislemez címe                     | Kislemez címe                     | Kislemez címe                     | Kislemez címe                     | Kislemez címe                     | Kislemez címe                     | Kislemez címe                     | Kislemez címe                     | Kislemez címe                     | Kislemez címe                     | Kislemez címe                     | Kislemez címe                     | Kislemez címe                     | Kislemez címe                     | Kislemez címe                     | Kislemez címe                     | Kislemez címe                     | Kislemez címe                     | Kislemez címe                     | Kislemez címe                     | Kislemez címe                     | Kislemez címe                     | Kislemez címe                     | Kislemez címe                     | Kislemez címe                     | Kislemez címe                     | Kislemez címe                     | Kislemez címe                     | Kislemez címe                     | Kislemez címe                     | Kislemez címe                     | Kislemez címe                     | Kislemez címe                     | Kislemez címe                     | Kislemez címe                     | Kislemez címe                     | Kislemez címe                     | Kislemez címe                     | Kislemez címe                     | Kislemez címe                     | Kislemez címe                     | Kislemez címe                     | Kislemez címe                     | Kislemez címe                     | Kislemez címe                     | Kislemez címe                     | Kislemez címe                     | Kislemez címe                     | Kislemez címe                     | Kislemez címe                     | Kislemez címe                     | Kislemez címe                     | Kislemez címe                     | Kislemez címe                     | Kislemez címe                     | Kislemez címe                     | Kislemez címe                     | Kislemez címe                     | Kislemez címe                     | Kislemez címe                     | Kislemez címe                     | Kislemez címe                     | Kislemez címe                     | Kislemez címe                     | Kislemez címe                     | Kislemez címe                     | Kislemez címe                     | Kislemez címe                     | Kislemez címe                     | Kislemez címe                     | Kislemez címe                     | Kislemez címe                     | Kislemez címe                     | Kislemez címe                     | Kislemez címe                     | Kislemez címe                     | Kislemez címe                     | Kislemez címe                     | Kislemez címe                     | Kislemez címe                     | Kislemez címe                     | Kislemez címe                     | Kislemez címe                     | Kislemez címe                     | Kislemez címe                     | Kislemez címe                     | Kislemez címe                     | Kislemez címe                     | Kislemez címe                     | Kislemez címe                     | Kislemez címe                     | Kislemez címe                     | Kislemez címe                     | Kislemez címe                     | Kislemez címe                     | Kislemez címe                     | Kislemez címe                     | UK Helyezés | USA Billboard Hot 100 Helyezés | Hollandia Helyezés | Írország Helyezés | Ausztrália Helyezés | Eladások   |
| ----------------- | --------------------------------- | --------------------------------- | --------------------------------- | --------------------------------- | --------------------------------- | --------------------------------- | --------------------------------- | --------------------------------- | --------------------------------- | --------------------------------- | --------------------------------- | --------------------------------- | --------------------------------- | --------------------------------- | --------------------------------- | --------------------------------- | --------------------------------- | --------------------------------- | --------------------------------- | --------------------------------- | --------------------------------- | --------------------------------- | --------------------------------- | --------------------------------- | --------------------------------- | --------------------------------- | --------------------------------- | --------------------------------- | --------------------------------- | --------------------------------- | --------------------------------- | --------------------------------- | --------------------------------- | --------------------------------- | --------------------------------- | --------------------------------- | --------------------------------- | --------------------------------- | --------------------------------- | --------------------------------- | --------------------------------- | --------------------------------- | --------------------------------- | --------------------------------- | --------------------------------- | --------------------------------- | --------------------------------- | --------------------------------- | --------------------------------- | --------------------------------- | --------------------------------- | --------------------------------- | --------------------------------- | --------------------------------- | --------------------------------- | --------------------------------- | --------------------------------- | --------------------------------- | --------------------------------- | --------------------------------- | --------------------------------- | --------------------------------- | --------------------------------- | --------------------------------- | --------------------------------- | --------------------------------- | --------------------------------- | --------------------------------- | --------------------------------- | --------------------------------- | --------------------------------- | --------------------------------- | --------------------------------- | --------------------------------- | --------------------------------- | --------------------------------- | --------------------------------- | --------------------------------- | --------------------------------- | --------------------------------- | --------------------------------- | --------------------------------- | --------------------------------- | --------------------------------- | --------------------------------- | --------------------------------- | --------------------------------- | --------------------------------- | --------------------------------- | --------------------------------- | --------------------------------- | --------------------------------- | --------------------------------- | --------------------------------- | --------------------------------- | --------------------------------- | --------------------------------- | --------------------------------- | --------------------------------- | --------------------------------- | --------------------------------- | --------------------------------- | --------------------------------- | --------------------------------- | --------------------------------- | --------------------------------- | --------------------------------- | --------------------------------- | --------------------------------- | --------------------------------- | --------------------------------- | --------------------------------- | --------------------------------- | --------------------------------- | --------------------------------- | --------------------------------- | --------------------------------- | --------------------------------- | --------------------------------- | --------------------------------- | --------------------------------- | --------------------------------- | --------------------------------- | --------------------------------- | --------------------------------- | --------------------------------- | --------------------------------- | --------------------------------- | --------------------------------- | --------------------------------- | --------------------------------- | --------------------------------- | --------------------------------- | --------------------------------- | --------------------------------- | ----------- | ------------------------------ | ------------------ | ----------------- | ------------------- | ---------- |
| 1981. március     | One Day in Your Life              | One Day in Your Life              | One Day in Your Life              | One Day in Your Life              | One Day in Your Life              | One Day in Your Life              | One Day in Your Life              | One Day in Your Life              | One Day in Your Life              | One Day in Your Life              | One Day in Your Life              | One Day in Your Life              | One Day in Your Life              | One Day in Your Life              | One Day in Your Life              | One Day in Your Life              | One Day in Your Life              | One Day in Your Life              | One Day in Your Life              | One Day in Your Life              | One Day in Your Life              | One Day in Your Life              | One Day in Your Life              | One Day in Your Life              | One Day in Your Life              | One Day in Your Life              | One Day in Your Life              | One Day in Your Life              | One Day in Your Life              | One Day in Your Life              | One Day in Your Life              | One Day in Your Life              | One Day in Your Life              | One Day in Your Life              | One Day in Your Life              | One Day in Your Life              | One Day in Your Life              | One Day in Your Life              | One Day in Your Life              | One Day in Your Life              | One Day in Your Life              | One Day in Your Life              | One Day in Your Life              | One Day in Your Life              | One Day in Your Life              | One Day in Your Life              | One Day in Your Life              | One Day in Your Life              | One Day in Your Life              | One Day in Your Life              | One Day in Your Life              | One Day in Your Life              | One Day in Your Life              | One Day in Your Life              | One Day in Your Life              | One Day in Your Life              | One Day in Your Life              | One Day in Your Life              | One Day in Your Life              | One Day in Your Life              | One Day in Your Life              | One Day in Your Life              | One Day in Your Life              | One Day in Your Life              | One Day in Your Life              | One Day in Your Life              | One Day in Your Life              | One Day in Your Life              | One Day in Your Life              | One Day in Your Life              | One Day in Your Life              | One Day in Your Life              | One Day in Your Life              | One Day in Your Life              | One Day in Your Life              | One Day in Your Life              | One Day in Your Life              | One Day in Your Life              | One Day in Your Life              | One Day in Your Life              | One Day in Your Life              | One Day in Your Life              | One Day in Your Life              | One Day in Your Life              | One Day in Your Life              | One Day in Your Life              | One Day in Your Life              | One Day in Your Life              | One Day in Your Life              | One Day in Your Life              | One Day in Your Life              | One Day in Your Life              | One Day in Your Life              | One Day in Your Life              | One Day in Your Life              | One Day in Your Life              | One Day in Your Life              | One Day in Your Life              | One Day in Your Life              | One Day in Your Life              | One Day in Your Life              | One Day in Your Life              | One Day in Your Life              | One Day in Your Life              | One Day in Your Life              | One Day in Your Life              | One Day in Your Life              | One Day in Your Life              | One Day in Your Life              | One Day in Your Life              | One Day in Your Life              | One Day in Your Life              | One Day in Your Life              | One Day in Your Life              | One Day in Your Life              | One Day in Your Life              | One Day in Your Life              | One Day in Your Life              | One Day in Your Life              | One Day in Your Life              | One Day in Your Life              | One Day in Your Life              | One Day in Your Life              | One Day in Your Life              | One Day in Your Life              | One Day in Your Life              | One Day in Your Life              | One Day in Your Life              | One Day in Your Life              | One Day in Your Life              | One Day in Your Life              | One Day in Your Life              | One Day in Your Life              | One Day in Your Life              | One Day in Your Life              | 1           | 55                             | 1                  | 1                 | 9                   | 1.900.000+ |
| 2009. július      | One Day in Your Life (újrakiadás) | One Day in Your Life (újrakiadás) | One Day in Your Life (újrakiadás) | One Day in Your Life (újrakiadás) | One Day in Your Life (újrakiadás) | One Day in Your Life (újrakiadás) | One Day in Your Life (újrakiadás) | One Day in Your Life (újrakiadás) | One Day in Your Life (újrakiadás) | One Day in Your Life (újrakiadás) | One Day in Your Life (újrakiadás) | One Day in Your Life (újrakiadás) | One Day in Your Life (újrakiadás) | One Day in Your Life (újrakiadás) | One Day in Your Life (újrakiadás) | One Day in Your Life (újrakiadás) | One Day in Your Life (újrakiadás) | One Day in Your Life (újrakiadás) | One Day in Your Life (újrakiadás) | One Day in Your Life (újrakiadás) | One Day in Your Life (újrakiadás) | One Day in Your Life (újrakiadás) | One Day in Your Life (újrakiadás) | One Day in Your Life (újrakiadás) | One Day in Your Life (újrakiadás) | One Day in Your Life (újrakiadás) | One Day in Your Life (újrakiadás) | One Day in Your Life (újrakiadás) | One Day in Your Life (újrakiadás) | One Day in Your Life (újrakiadás) | One Day in Your Life (újrakiadás) | One Day in Your Life (újrakiadás) | One Day in Your Life (újrakiadás) | One Day in Your Life (újrakiadás) | One Day in Your Life (újrakiadás) | One Day in Your Life (újrakiadás) | One Day in Your Life (újrakiadás) | One Day in Your Life (újrakiadás) | One Day in Your Life (újrakiadás) | One Day in Your Life (újrakiadás) | One Day in Your Life (újrakiadás) | One Day in Your Life (újrakiadás) | One Day in Your Life (újrakiadás) | One Day in Your Life (újrakiadás) | One Day in Your Life (újrakiadás) | One Day in Your Life (újrakiadás) | One Day in Your Life (újrakiadás) | One Day in Your Life (újrakiadás) | One Day in Your Life (újrakiadás) | One Day in Your Life (újrakiadás) | One Day in Your Life (újrakiadás) | One Day in Your Life (újrakiadás) | One Day in Your Life (újrakiadás) | One Day in Your Life (újrakiadás) | One Day in Your Life (újrakiadás) | One Day in Your Life (újrakiadás) | One Day in Your Life (újrakiadás) | One Day in Your Life (újrakiadás) | One Day in Your Life (újrakiadás) | One Day in Your Life (újrakiadás) | One Day in Your Life (újrakiadás) | One Day in Your Life (újrakiadás) | One Day in Your Life (újrakiadás) | One Day in Your Life (újrakiadás) | One Day in Your Life (újrakiadás) | One Day in Your Life (újrakiadás) | One Day in Your Life (újrakiadás) | One Day in Your Life (újrakiadás) | One Day in Your Life (újrakiadás) | One Day in Your Life (újrakiadás) | One Day in Your Life (újrakiadás) | One Day in Your Life (újrakiadás) | One Day in Your Life (újrakiadás) | One Day in Your Life (újrakiadás) | One Day in Your Life (újrakiadás) | One Day in Your Life (újrakiadás) | One Day in Your Life (újrakiadás) | One Day in Your Life (újrakiadás) | One Day in Your Life (újrakiadás) | One Day in Your Life (újrakiadás) | One Day in Your Life (újrakiadás) | One Day in Your Life (újrakiadás) | One Day in Your Life (újrakiadás) | One Day in Your Life (újrakiadás) | One Day in Your Life (újrakiadás) | One Day in Your Life (újrakiadás) | One Day in Your Life (újrakiadás) | One Day in Your Life (újrakiadás) | One Day in Your Life (újrakiadás) | One Day in Your Life (újrakiadás) | One Day in Your Life (újrakiadás) | One Day in Your Life (újrakiadás) | One Day in Your Life (újrakiadás) | One Day in Your Life (újrakiadás) | One Day in Your Life (újrakiadás) | One Day in Your Life (újrakiadás) | One Day in Your Life (újrakiadás) | One Day in Your Life (újrakiadás) | One Day in Your Life (újrakiadás) | One Day in Your Life (újrakiadás) | One Day in Your Life (újrakiadás) | One Day in Your Life (újrakiadás) | One Day in Your Life (újrakiadás) | One Day in Your Life (újrakiadás) | One Day in Your Life (újrakiadás) | One Day in Your Life (újrakiadás) | One Day in Your Life (újrakiadás) | One Day in Your Life (újrakiadás) | One Day in Your Life (újrakiadás) | One Day in Your Life (újrakiadás) | One Day in Your Life (újrakiadás) | One Day in Your Life (újrakiadás) | One Day in Your Life (újrakiadás) | One Day in Your Life (újrakiadás) | One Day in Your Life (újrakiadás) | One Day in Your Life (újrakiadás) | One Day in Your Life (újrakiadás) | One Day in Your Life (újrakiadás) | One Day in Your Life (újrakiadás) | One Day in Your Life (újrakiadás) | One Day in Your Life (újrakiadás) | One Day in Your Life (újrakiadás) | One Day in Your Life (újrakiadás) | One Day in Your Life (újrakiadás) | One Day in Your Life (újrakiadás) | One Day in Your Life (újrakiadás) | One Day in Your Life (újrakiadás) | One Day in Your Life (újrakiadás) | One Day in Your Life (újrakiadás) | One Day in Your Life (újrakiadás) | One Day in Your Life (újrakiadás) | One Day in Your Life (újrakiadás) | One Day in Your Life (újrakiadás) | One Day in Your Life (újrakiadás) | One Day in Your Life (újrakiadás) | 94          | -                              | -                  | -                 | -                   | -          |

## Az album helyezései
| Ország                          | Legmagasabb helyezés |
| ------------------------------- | -------------------- |
| Amerika R&B listája             | 41                   |
| Amerika Billboard 200 lista     | 144                  |
| Kanada album listája            | -                    |
| Egyesült Királyság Top 40 lista | 29                   |
| Franciaország album lista       | -                    |